# Pergalumna silvestris
Pergalumna silvestris är en kvalsterart som beskrevs av Hammer 1968. Pergalumna silvestris ingår i släktet Pergalumna och familjen Galumnidae. Inga underarter finns listade i Catalogue of Life.